# ArchiCAD
ArchiCAD er et BIM-program, specielt udviklet til arkitekter, men er også brugt af landskabsarkitekter, indretningsarkitekter, ingeniører, entreprenører, bygherrer, driftsherrer og andre i byggebranchen.
Det særlig ved ArchiCAD som BIM-program er, at det samler 2D-tegninger, 3D-model, mængdeudtræk og layout i ét program, ét workflow og én samlet database-fil. Man opbygger en model af parametriske 3D-objekter, der kan indstilles til forskellige funktioner og til at indeholde forskellige informationer om byggeriet. Ved installationen af ArchiCAD bliver der automatisk installeret et bibliotek med over 2.000 objekter, og dertil kan man download en dansk lokalisering fra distributørens hjemmeside. 
Programmet indeholder værktøjer til at skabe irregulære former uden at miste modellens "intelligens". Det gøres f.eks. med værktøjer som Mesh, Morph, Shell, Complex Profiles og Curtain Wall. Vægge kan skabes på grundlag af splines og undervejs indstilles til forskellige skrå vinkler eller f.eks. en krum snit-profil. Avancerede tag-former kan udformes med Roof Wizard.
Programmet er udviklet af GRAPHISOFT i Ungarn, og blev lanceret i 1984. Det er det mest brugte BIM-program blandt arkitekter i Europa og især i de nordiske lande.[kilde mangler]
GRAPHISOFT er en del af OpenBIM samarbejdet, der arbejder for at gøre udvekslingen af BIM-projekter mellem rådgivere problemfri, så det ikke behøver at ske i lukkede proprietære fil-formater.